# Główka (powiat gołdapski)
Główka (niem. Glowken) – wieś w Polsce położona w województwie warmińsko-mazurskim, w powiecie gołdapskim, w gminie Gołdap, przy drodze wojewódzkiej 650 prowadzącej do przejścia granicznego Gołdap-Gusiew. Wieś jest sołectwem, leży w strefie nadgranicznej. Południowa część wsi graniczy z Puszczą Borecką. W latach 1975–1998 miejscowość administracyjnie należała do województwa suwalskiego.

## Historia
Podczas akcji germanizacyjnej nazw miejscowych i fizjograficznych (tzw. chrzty hitlerowskie) utrwalona historycznie nazwa niemiecka Glowken została w 1938 r. zastąpiona przez administrację nazistowską sztuczną formą Thomasfelde. Do 1945r wieś była położona na terenie Prus Wschodnich, administracyjnie podlegała Rejencji Gumbinnen; powiatu ziemskiego Goldap. W czasach, kiedy tereny Warmii i Mazur zamieszkiwała ludność niemiecka, wieś nosiła nazwę Prośnica (niem. Persante). Po zakończeniu II wojny światowej, teren został opuszczony przez ludność niemiecką, zabudowania nie zostały zniszczone podczas wojny, przetrwały do dzisiaj i są zamieszkiwane i wykorzystywane przez obecnych mieszkańców. Przez wieś przebiegała budowana w latach 1917–1918 magistrala kolejowa z Chojnic przez Morąg, Bartoszyce, Kętrzyn, Węgorzewo, Gołdap do Olity (na Wilno), miała znaczenie strategiczne dla wojska niemieckiego, ale jej budowa nie została ukończona. Pociągi kursowały na lokalnych trasach do roku 1945, kiedy to wycofująca się Armia Czerwona rozebrała tory, najbliższa stacja mieściła się w Boćwince.